# Alrawia nutans
Alrawia nutans là một loài thực vật có hoa trong họ Măng tây. Loài này được (Wendelbo) Perss. & Wendelbo mô tả khoa học đầu tiên năm 1979.